# Pintor de Sísifo

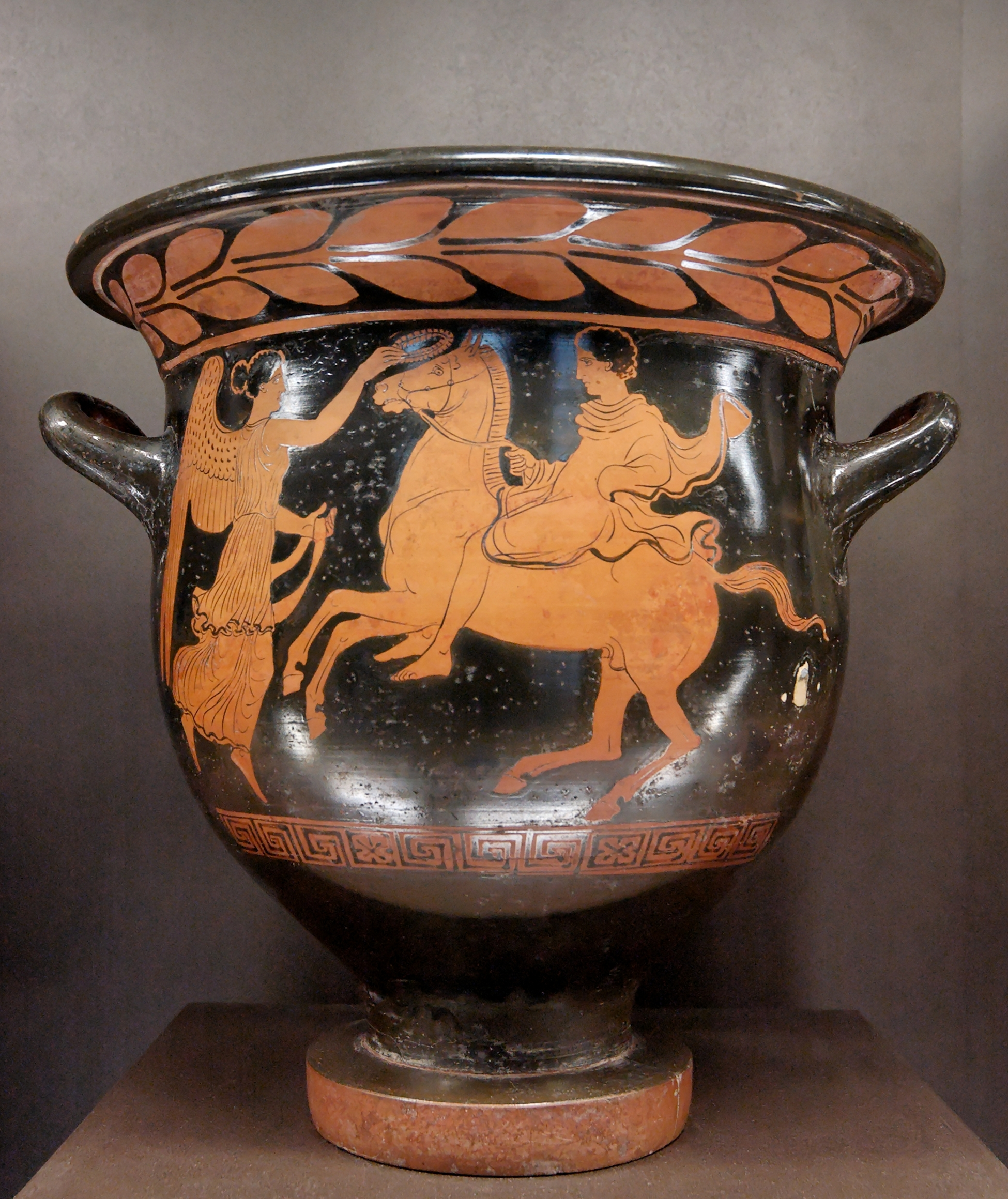
Crátera de campana con la representación de un joven jinete siendo coronado por Nike. Circa 420 a. C. París, Museo del Louvre.

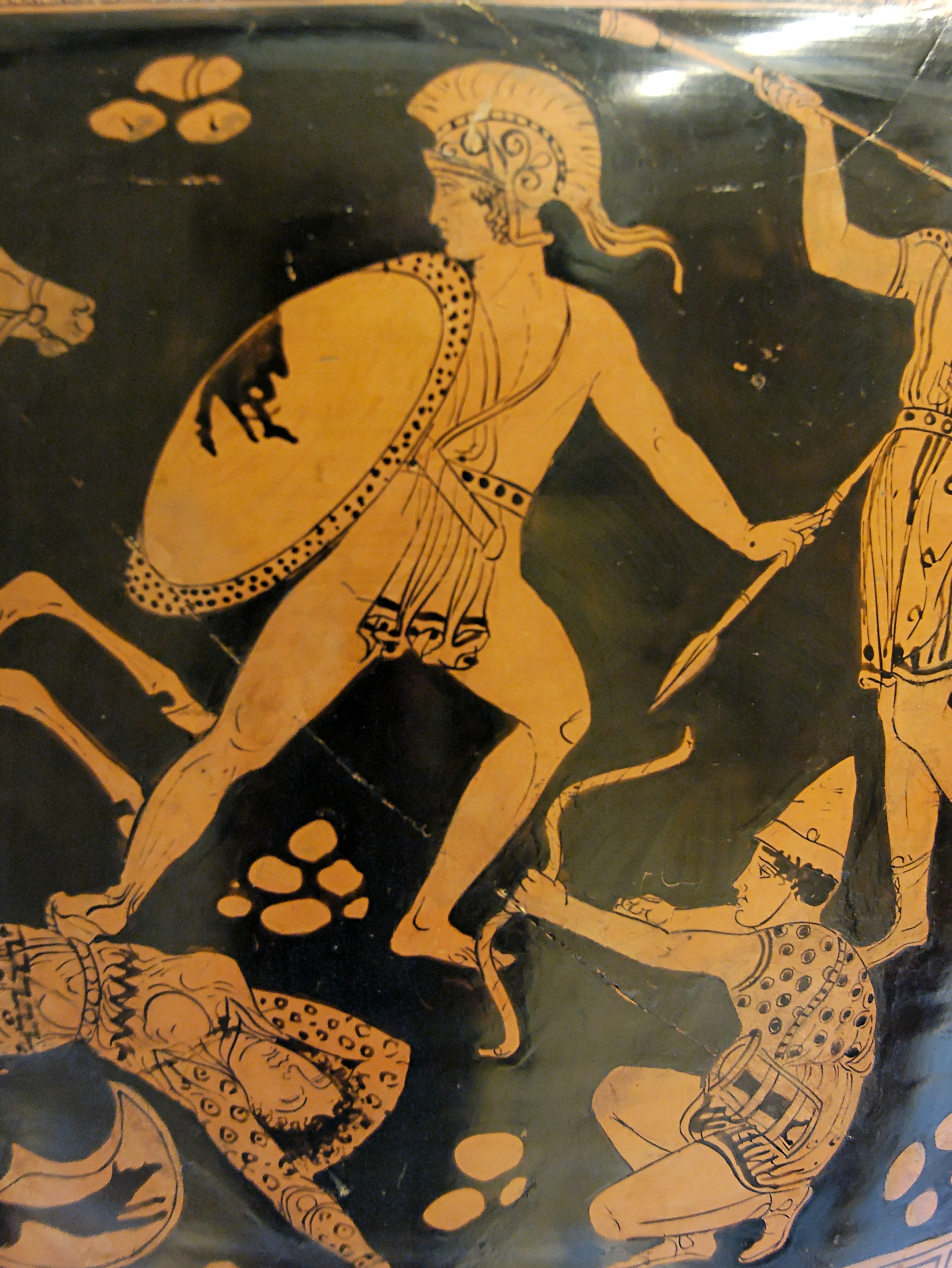
Amazonomaquia en una crátera de volutas, circa 410/400 a. C. Londres, Museo Británico.

El Pintor de Sísifo era un pintor de cerámica apulia de figuras rojas. Sus obras están datadas en las dos últimas décadas del siglo V y principios del IV a. C.
Solo es conocido por este nombre convencional, ya que su verdadero nombre sigue siendo desconocido. Es uno de los pintores más influyentes en la tradición de la pintura de vasos de Apulia, y por lo tanto en toda la pintura de vasos del sur de Italia. Su nombre convencional se deriva de la inscripción en el regalo en forma de corazón de un joven como parte de la representación de una boda en una de sus cráteras de volutas. Sigue la tradición del Pintor de la bailarina de Berlín en cuyo taller se supone que empezó. Arthur Dale Trendall describió al Pintor de Sísifo como «probablemente el artista dominante de la Escuela de Tarento». Sin embargo, la calidad de sus obras es desigual. Especialmente en vasos grandes mostró su calidad como pintor de cabezas, a menudo representadas en un perfil de tres cuartos.

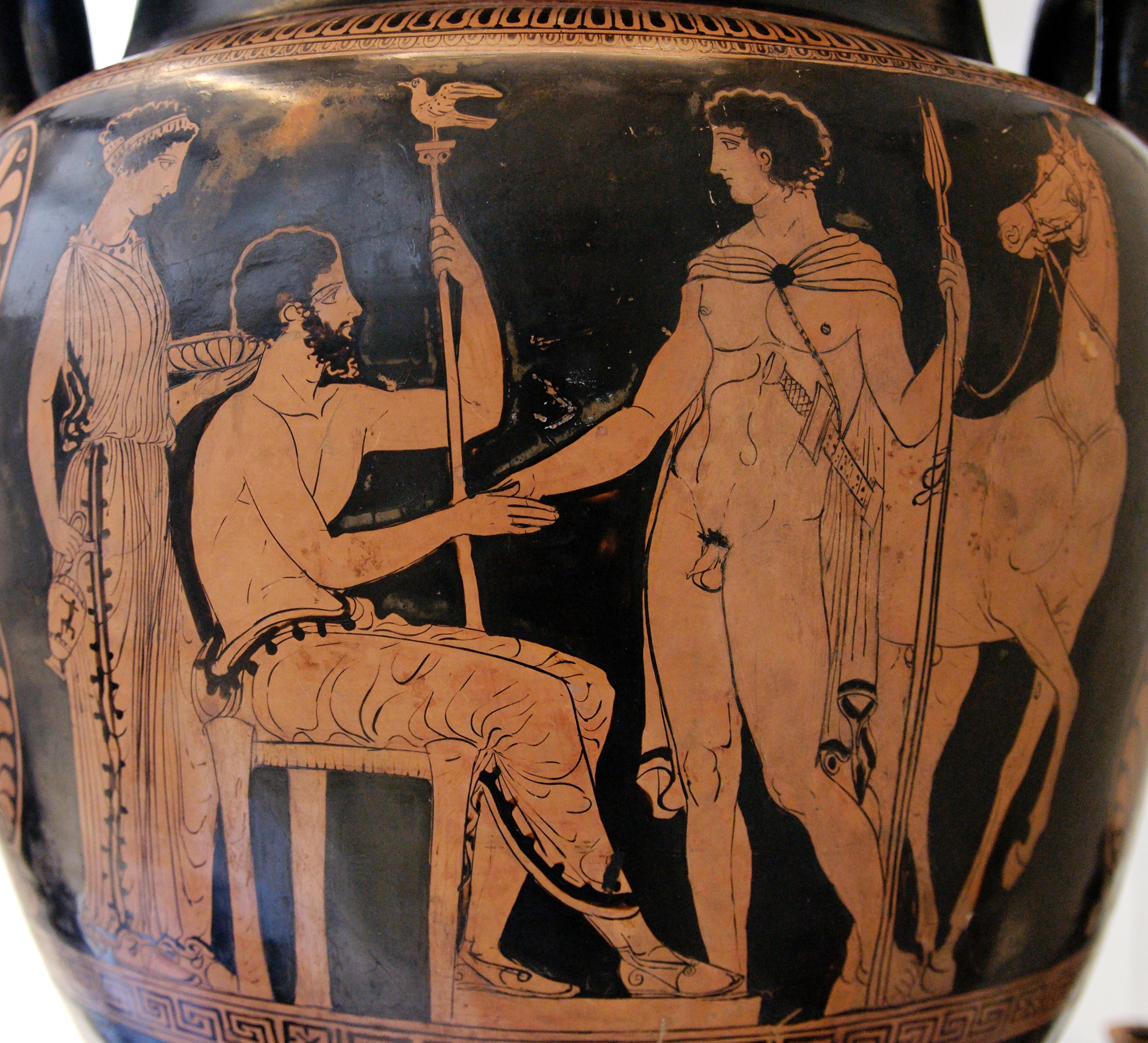
Llegada o partida de un joven guerrero o héroe, crátera de volutas, circa 410/400 a. C. Londres, Museo Británico.

Se ha sugerido que el Pintor de Sísifo fue influenciado por algunos artistas áticos, a saber, el Pintor del enano y el Pintor de Codro. También hay algunas similitudes entre su trabajo y el de Polión. El Pintor de Sísifo se encuentra en el punto de partida de las dos corrientes principales de la posterior pintura vasos apulia: por un lado el estilo plano, con simples composiciones figurativas en vasos más pequeños, por otro lado el estilo ornamentado con grandes vasos que representan escenas relacionadas con los rituales funerarios y el culto a los muertos. Otros importantes pintores apulios estaban estrechamente relacionados con él, por ejemplo el Pintor de Hearst. El Pintor de Tarporley fue su alumno y sucesor en su taller.